# Sintești (okręg Jałomica)
Sintești – wieś w Rumunii, w okręgu Jałomica, w gminie Borănești. W 2011 roku liczyła 431 mieszkańców.